# Kandik
Kandik ili Kazrig je bio jedan od tri skitska brata koja se spominju u kronici Mihaela Sirijskog, jakobitskog patrijarha Antiohije. Nakon što su kao avarski kagani odveli svoj Iverski narod kao izbjeglice od Turaka, Kazrig i njegova braća Bolgaris i Bajan I. obratili su se Sarosiosu da posreduje za njega s Bizantskim Carstvom 557. godine. Ubrzo su osvojili ostatak Akatziri Hunno-Bugara također poznatih kao Kutriguri iz vremena Ernaha.
| Prethodnik: | Popis avarskih vladara | Nasljednik: |
| Shaush      | Popis avarskih vladara | Bajan       |